# Маловитлино 1
 Маловитлино 1  — деревня в Яранском районе Кировской области в составе Никулятского сельского поселения.

## География
Расположена на расстоянии примерно 28 км на восток-юго-восток по прямой от районного центра города Яранск.

## История
Известна с 1891 года как Маловитлинская или Семененки, в 1905 здесь (Маловитлинская 1-я или Симионки) дворов 16 и жителей 103, в 1926 24 и 136 (все мари), в 1950 (1-е Малое Витлино) 22 и 94, в 1989 22 жителя. Настоящее название утвердилось с 1978 года.

## Население
Постоянное население составляло 18 человек (мари 100%) в 2002 году, 11 в 2010.